# Kaito Sugimoto
Kaito Sugimoto, född 17 mars 2000, är en japansk gymnast.

## Karriär
Vid världsmästerskapen i artistisk gymnastik 2023 tog han brons i barr. Han ingick också i det japanska laget som tog guld vid samma mästerskap.